# Waragawan
Waragawan – wieś w Armenii, w prowincji Tawusz. W 2011 roku liczyła 630 mieszkańców.